# نعناع باميري-آلاياوي
نعناع باميري-آلاياوي (الاسم العلمي:Mentha pamiroalaica) هو نوع من النباتات يتبع جنس النعناع من الفصيلة الشفوية.